# John Morén (författare)
John Morén, Bengt Johan Adolf Morén Bengtsson, född 14 april 1871 i Väse i Värmland, död 11 september 1944 i Sollefteå, Ångermanland var en svensk redaktör, författare och manusförfattare. Den svenska kortfilmen Hämnden är ljuv är baserad på hans manus.